# Define the Great Line
Define the Great Line (traducido como Definir la Gran Línea) es el quinto álbum de la banda metalcore Underoath. Fue lanzado el 20 de junio de 2006. Hay también una versión limitada del álbum que ofrece las ilustraciones exclusivas y un DVD que incluye una pequeña película de la fabricación del álbum. También cuenta la historia de un hombre que tuvo un encuentro con OVNIS. Este álbum de alguna manera significó un paso adelante respecto del disco anterior, enfocándose en una composición mucho más aventurada y experimental, agregando pasajes ambientales y reminiscentes del Post-metal.

## Lista de canciones
1. "In Regards to Myself" – 3:24
2. "A Moment Suspended in Time" – 3:59
3. "There Could Be Nothing After This" – 3:26
4. "You're Ever So Inviting" – 4:13
5. "Sálmarnir" – 2:57
6. "Returning Empty-Handed" – 4:27
7. "Casting Such a Thin Shadow" – 6:13
8. "Moving for the Sake of Motion" – 3:15
9. "Writing on the Walls" – 4:02
10. "Everyone Looks So Good from Here" – 2:56
11. "To Whom It May Concern" – 7:02

## Personal
Underoath
- Spencer Chamberlain – screaming, guitarra rítmica.
- Aaron Gillespie – batería, voz principal, percusión.
- Timothy McTague – guitarra principal
- James Smith – guitarra rítmica.
- Grant Brandell – bajo
- Christopher Dudley – teclados, sintetizador, samplers, programación, percusión.

Personal adicional
- Producido por Matt Goldman, Adam Dutkiewicz y Underoath.
- Mezclado por Chris Lord-Alge.
- Todas las letras fueron escritas por Spencer Chamberlain y Aaron Gillespie; Toda la música fue hecha por Underoath.